# أنا لا عاقلة ولا مجنونة (فلم)
أنا لا عاقلة ولا مجنونة هو فيلم مصري أُصدر عام 1976 من بطولة صلاح ذو الفقار ومحمود ياسين ومريم فخر الدين وإخراج حسام الدين مصطفى.

## القصة
تدور أحداث الفيلم حول (نادية) التي تتوه في حياتها بين أبويها المنفصلين؛ بعد أن قامت أمها بضبط أبيها متلبسًا بالخيانة، تتعرف نادية على (حازم) الذي يعمل محاميًا ويتزوجان، لكنها تصطدم بحماتها ذات النزعة السلطوية خلال محاولات نادية أن تنال استقلاليتها في حياتها الزوجية، وهو ما يزيد الأمر صعوبة فتلجأ الي (عبد الحميد) لتجد حلًا لكل مشاكلها.

## الممثلون
- صلاح ذو الفقار
- محمود ياسين
- مريم فخر الدين
- عماد حمدي
- إبراهيم خان
- ناديا ذو الفقار
- زوزو ماضي
- نادية الكيلاني
- عادل المهيلمي
- حسين الشربيني